# Uriménil
Uriménil é uma comuna francesa na região administrativa de Grande Leste, no departamento de Vosges. Estende-se por uma área de 15,62 km². Em 2010 a comuna tinha 1 370 habitantes (densidade: 87,7 hab./km²).